# Stazione di Torino Aeroporto
La stazione di Torino Aeroporto, precedentemente nota come Caselle Aeroporto, è una stazione ferroviaria della ferrovia Torino-Ceres, a servizio del centro abitato di San Maurizio Canavese e dell'aeroporto di Torino-Caselle.

## Storia
La stazione venne attivata nell'aprile 2001.
Precedemente gestita dal Gruppo Torinese Trasporti (GTT), dal 1º gennaio 2024 è gestita da Rete Ferroviaria Italiana (RFI).
Il cambio di gestione è stato accompagnato dalla ridenominazione della stazione, da Caselle Aeroporto a Torino Aeroporto. Il nome commerciale utilizzato da Trenitalia è Torino Aeroporto di Caselle.

## Strutture e impianti
La stazione è dotata di 2 binari di transito e 2 binari tronchi.
La stazione è costituita di una struttura ad archi di cemento posizionati come una vela e poggianti su basamenti di acciaio. È collegata all'aerostazione tramite un tunnel sotterraneo di 150 metri.

## Movimento
Dal 2001 al 2023 la stazione è stata servita dai convogli in servizio sulla SFM A del Servizio Ferroviario Metropolitano di Torino diretti a Ceres, operati da Gruppo Torinese Trasporti (GTT).
Dal 20 gennaio 2024 è ripreso il servizio ferroviario sotto la gestione di Trenitalia, con il transito delle linee SFM 4 e SFM 7, provenienti rispettivamente da Alba e da Fossano, nei giorni feriali cadenzate alla mezz'ora. Nei giorni festivi il cadenzamento è ogni ora (al minuto 00).
Dal 15 dicembre 2024, la stazione è diventata il nuovo capolinea della linea SFM 6 da Asti. 

## Servizi
La stazione dispone di:
- Biglietteria automatica
- Bar (presso l'aeroporto)
- Servizi igienici

## Interscambi
In superficie ci sono le fermate di linee extraurbane di bus della città metropolitana, oltre che il collegamento diretto con l'aeroporto.
- Aerostazione
- Capolinea di pullman extraurbani